# Norrskogsvägen 1-3

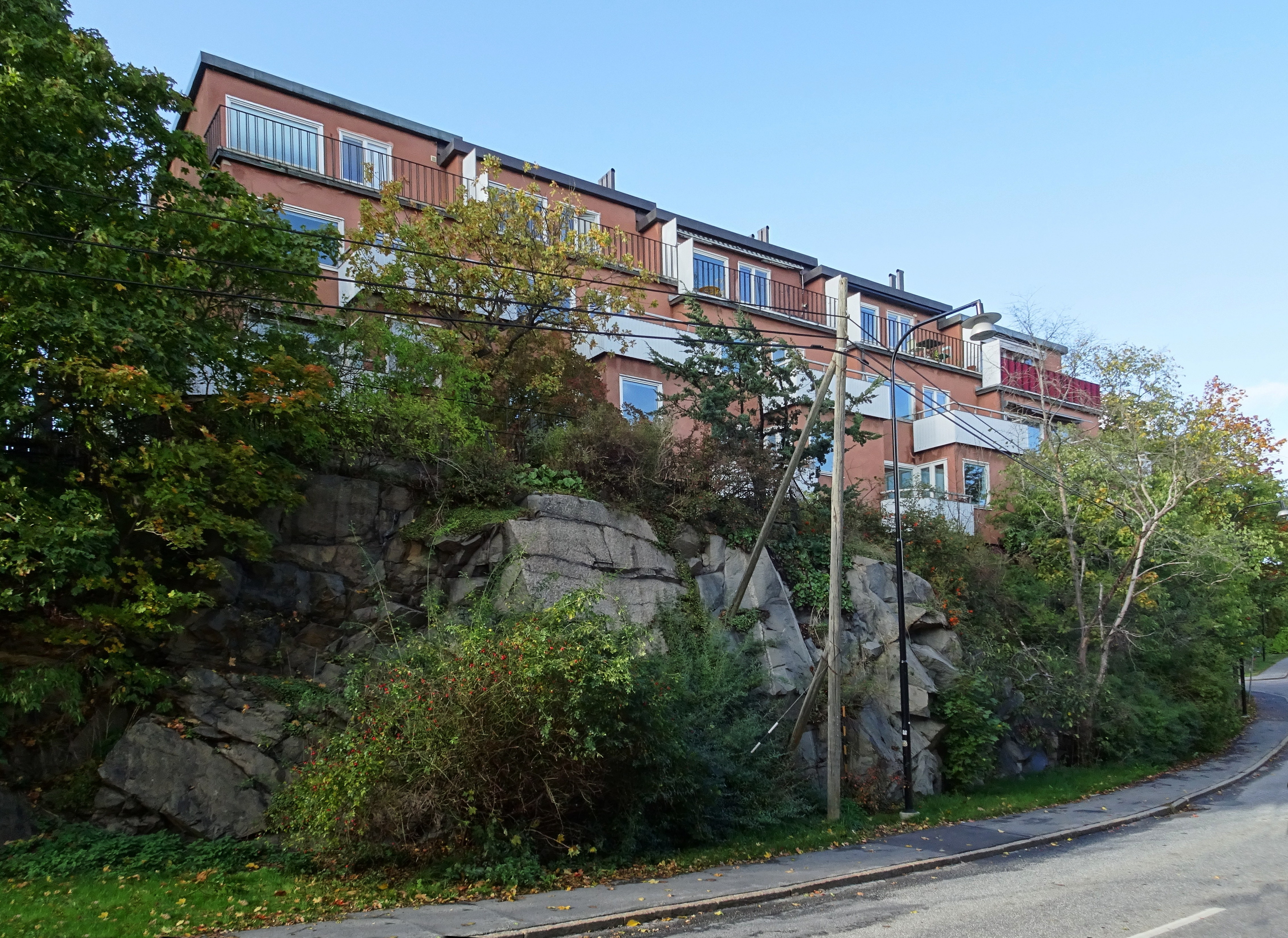
Längan sedd från Essingeringen, 2020.

Norrskogsvägen 1-3 är ett radhusområde i kvarteret Gammelgården på Stora Essingen i Stockholm. Området som är väl synligt vid västra sidan av Essingeleden i höjd med Stora Essingepåfarten består av åtta radhus fördelade på två längor som ritades i funkisarkitektur 1936. Husen är grönmärkta av Stadsmuseet i Stockholm vilket innebär ”att bebyggelsen har ett högt kulturhistoriskt värde och är särskilt värdefull från historisk, kulturhistorisk, miljömässig eller konstnärlig synpunkt”.

## Beskrivning
Radhusområdet ligger på Stora Essingens östra sida, det är uppdelat i en länga med fem hus och en med tre  och har sin långsida mot Essingeringen och gavelsidan mot Norrskogsvägen. Husen uppfördes 1936 av byggmästaren Gösta Videgård efter ritningar av arkitekt Rolf Hagstrand och dennes partner Birger Lindberg, båda stod även för biografen Rival från 1937 och Kungshuset från 1939.
Radhuslängorna ligger på olika höjd på kullen som sträcker sig mellan Gammelgårdsvägen och Norrskogsvägen, även i sidled trappar byggnadskroppen upp mot berget. Anläggningen formgavs med typiska funkisdetaljer som rundade hörn, stora fönster och runda fönster. Varje radhusdel har tre våningsplan med en indragen takvåning. Boarean ligger på runt 190 m². Byggnadernas stomme är av tegel och bjälklag av betong. Fasaderna är putsade och avfärgade i roströd kulör. Taken är rundade mot entrésidan och täkta med plåt.
Samtliga radhus hade ursprungligen en grandios utsikt över Essingefjärden och Essingedjupet men för de lägst belägna husen förstördes utsikten när Essingeleden drogs förbi här 1964−1965. 

## Bilder

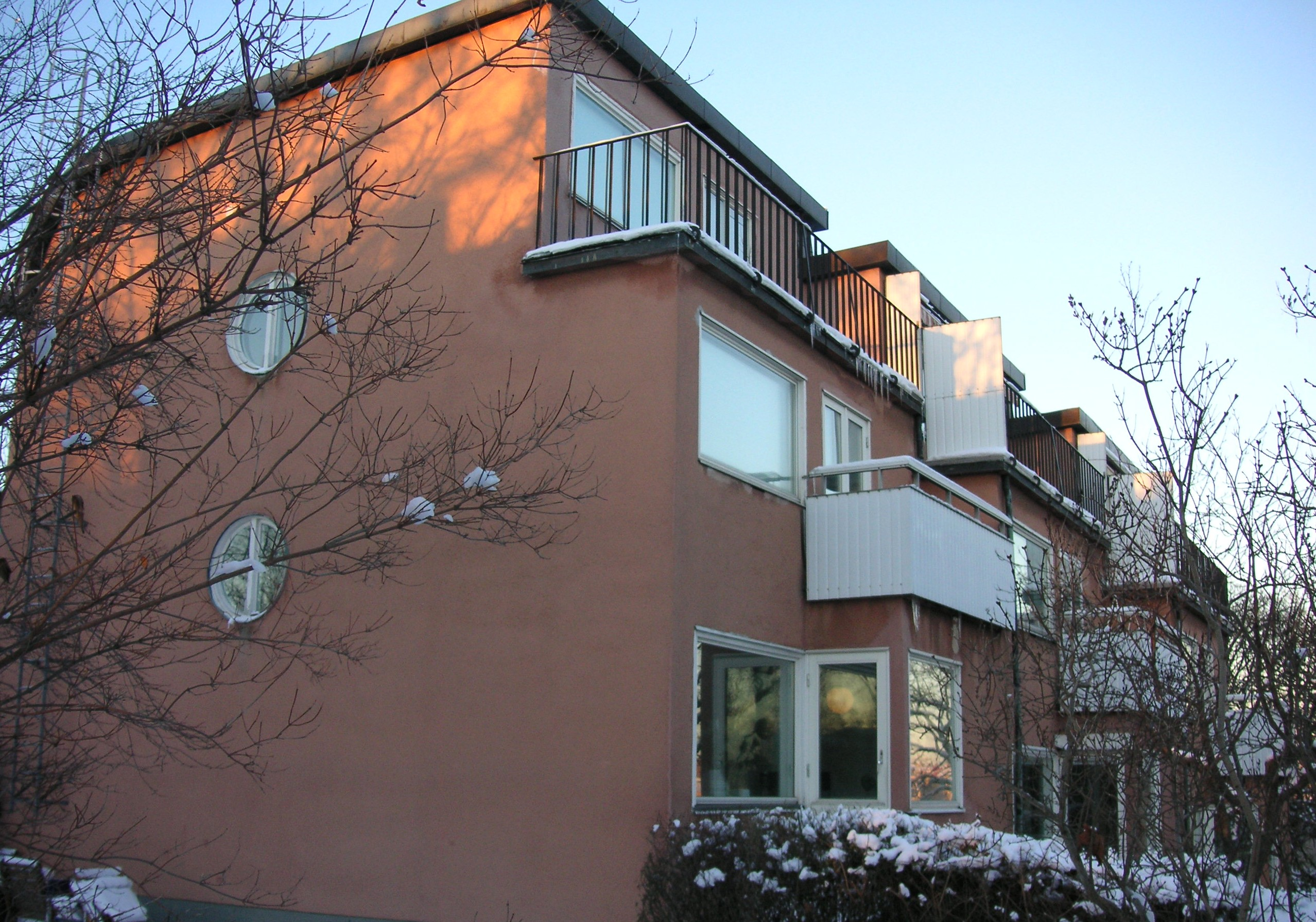
Längan Norrskogsvägen 3
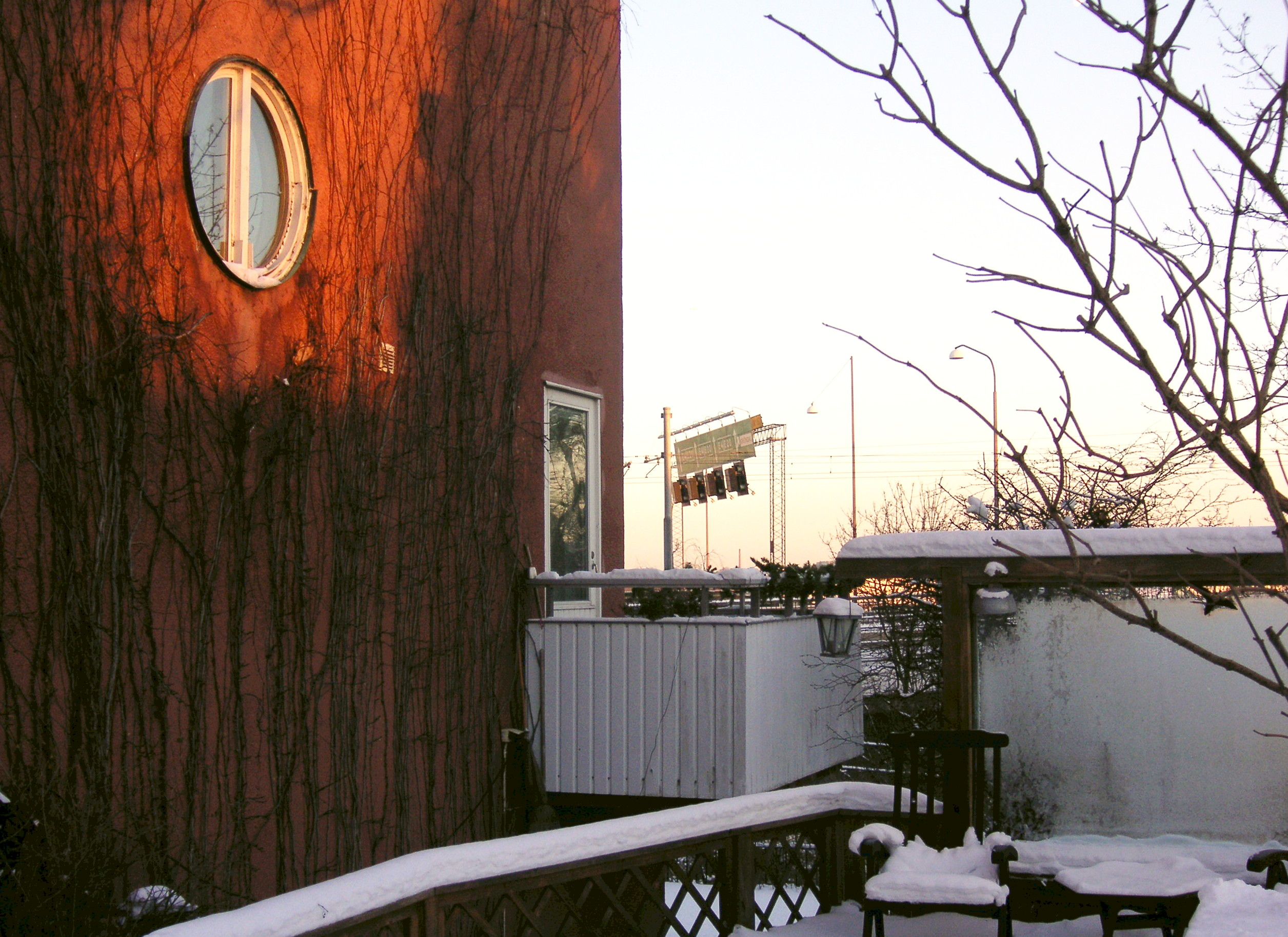
Gaveln Norrskogsvägen 1
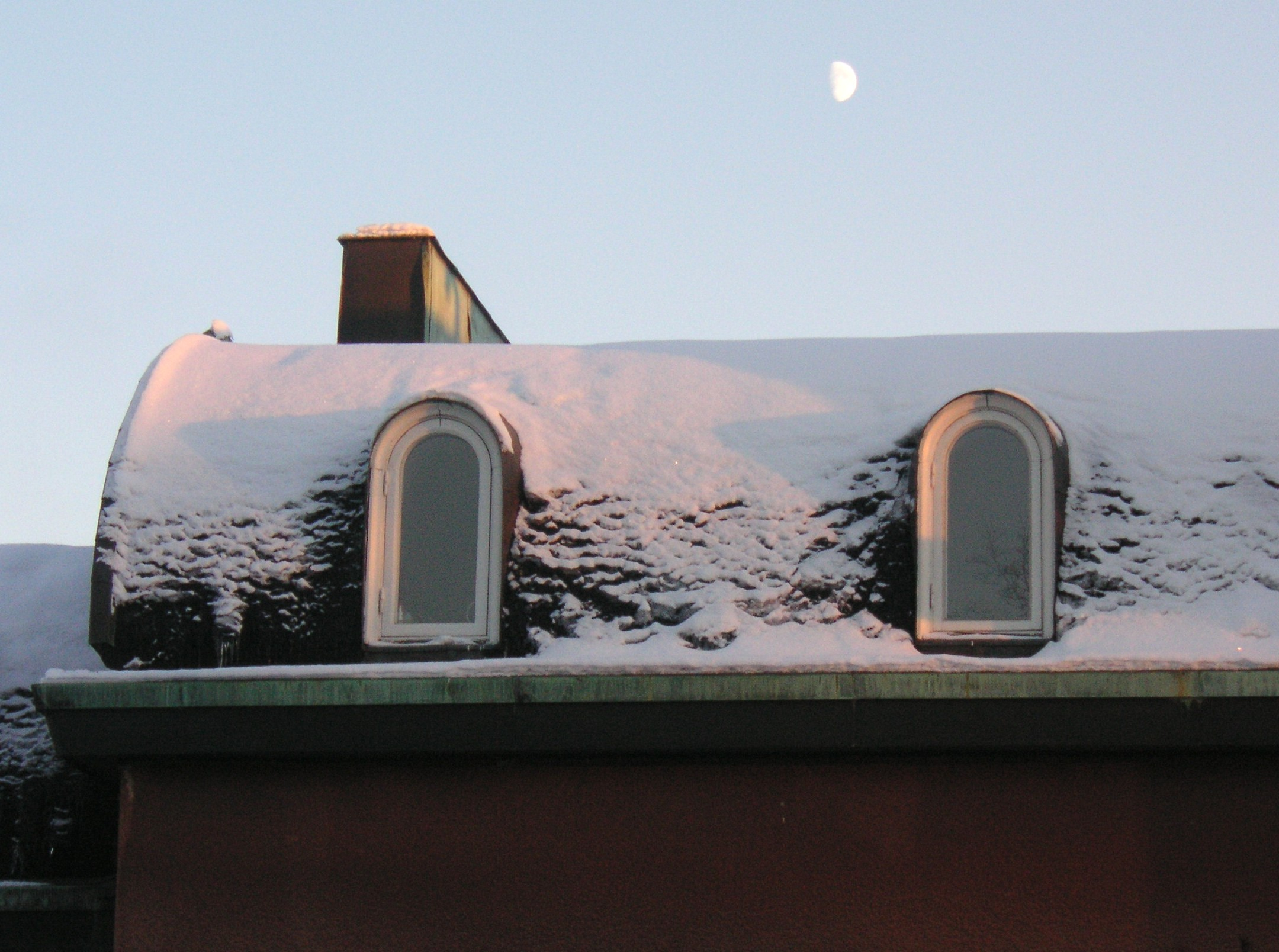
Takfönster
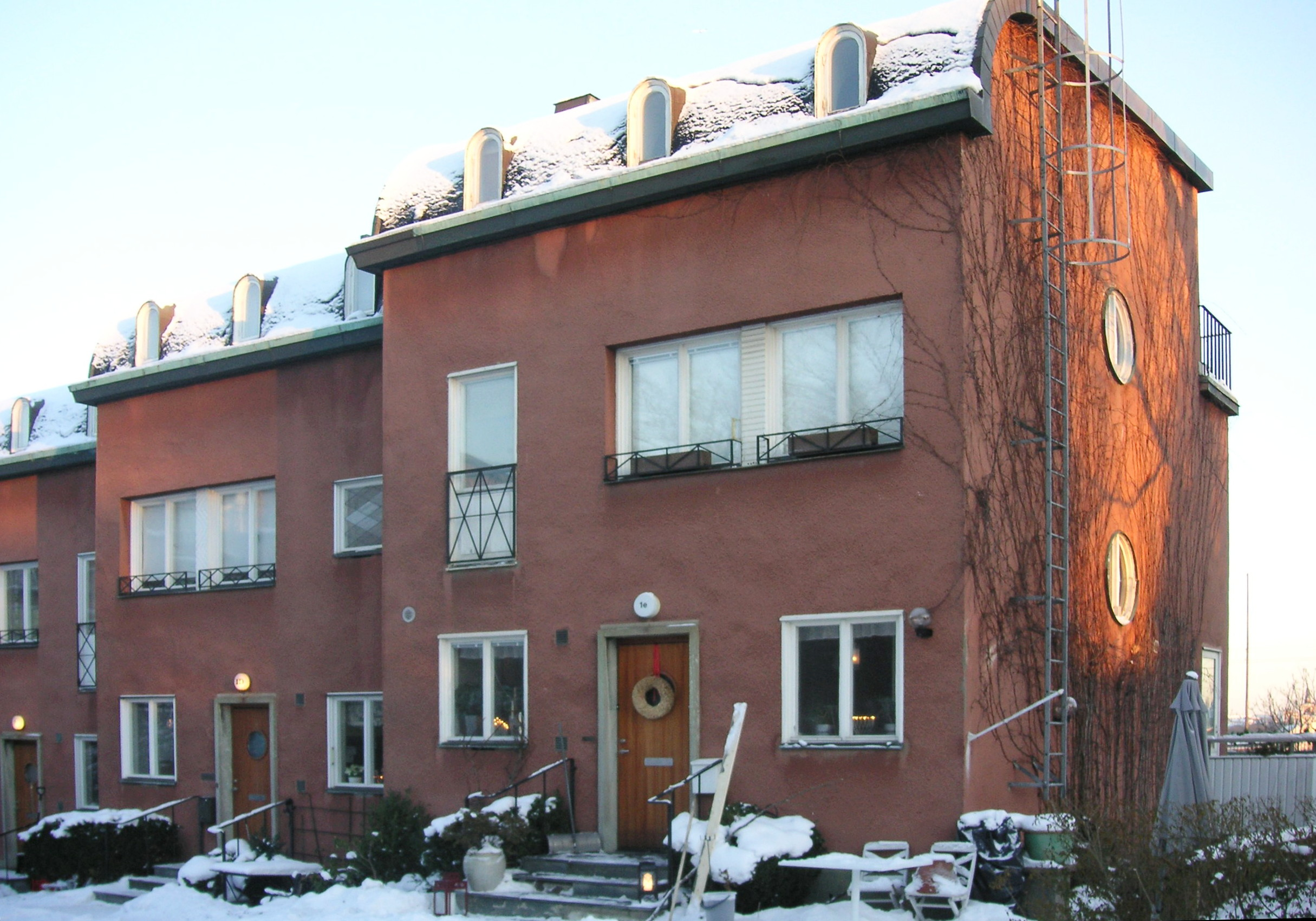
Längan Norrskogsvägen 3